# Qumis
Qumis (قومس; forma arabizada del nombre persa کومس Kōmis o کومس Kōmiš; en griego antiguo: Κωμισηνή: Cōmisēnē; en armenio clásico: Komsh) es una región histórica al norte de Irán, que fuera una provincia importante en la Persia preislámica, ubicada entre la cuenca meridional de los montes Elburz y las franjas del norte del desierto de Kavir. En el periodo sasánida, Qumis separaba las provincias de Raiga e Hircania. Qumis permaneció como una provincia pequeña en la Persia islámica medieval. Sus fronteras occidentales se encuentran en los distritos rurales orientales de Raiga, mientras que al este limitaba con Jorasán. Era atravesada por el Gran Camino de Jorasán, a lo largo del cual se situaban, de oeste a este, las ciudades de Khuwar (Coara, hoy Aradán), Semnán, Shahr-i Qumis (o "Hecatompylos"; la capital administrativa; actual Damghan), y Bistam. En su extremo sureste se ubicaba la ciudad de Biyar (actual Beyarjomand).
En 856, un terremoto con epicentro en Qumis mató alrededor de 200 mil personas, siendo uno de los terremotos más mortíferos registrados en la historia.
Hay restos de varios castillos y fortificaciones ismailíes en la región (siendo uno de los más notables el de Gerdkuh), la mayoría de los cuales fueron luego capturados por los invasores mongoles.
El nombre "Qumis" empezó a quedar obsoleto hacia principios del siglo XI. Actualmente, la región está dividida entre las provincias iraníes de Mazandarán y Semnán.